# Demonax nebulosus
Demonax nebulosus là một loài bọ cánh cứng trong họ Cerambycidae.